# Kjell Eugenio Laugerud García
Kjell Eugenio Laugerud García (Cidade da Guatemala, 24 de janeiro de 1930 – Cidade da Guatemala, 9 de dezembro de 2009) foi Presidente da Guatemala de 1 de julho de 1974 a 1 de julho de 1978.